# Antiga Borsa de Sant Petersburg
L'antiga Borsa (en rus Здание Биржи, Zdànie Birji) de Sant Petersburg (Rússia) és l'edifici principal del complex arquitectònic de la Strelka o esperó de l'illa Vassílievski. L'edifici, que se situa a la plaça de la Borsa (Bírjevaia Plósxad), núm. 4, és un exemple significatiu de l'arquitectura neoclàssica d'inspiració grega. Dissenyat per l'arquitecte francès Thomas de Thomon i inspirat en el temple d'Hera a Pèstum, l'edifici es va construir entre 1805 i 1810. Es va bastir per allotjar-hi la Borsa de Sant Petersburg, tot i que posteriorment ha tingut altres usos. Actualment allotja el Museu Naval Central.

## Història
El 1767, la Comissió d'Urbanisme de la ciutat va decidir remodelar el solar buit en forma de ferradura que hi havia a la punta de l'illa Vasílievski, anomenat Strelka, i va decidir edificar-hi. És aleshores que Pere el Gran vol allotjar-hi la Borsa de Sant Petersburg, que havia fundat inspirant-se en la d'Amsterdam. Li encarrega el projecte a l'arquitecte italià Giacomo Quarenghi i la construcció comença el 1783, però el 1787 es van suspendre les obres per discrepàncies amb el projecte originari. Paral·lelament, de 1783 a 1789, vora el riu Nevà, s'hi construeix l'Acadèmia de Ciències, i de 1795 a 1797 els magatzems del Nord, és a dir, els edificis que hi ha a banda d'on havia d'anar la futura Borsa.

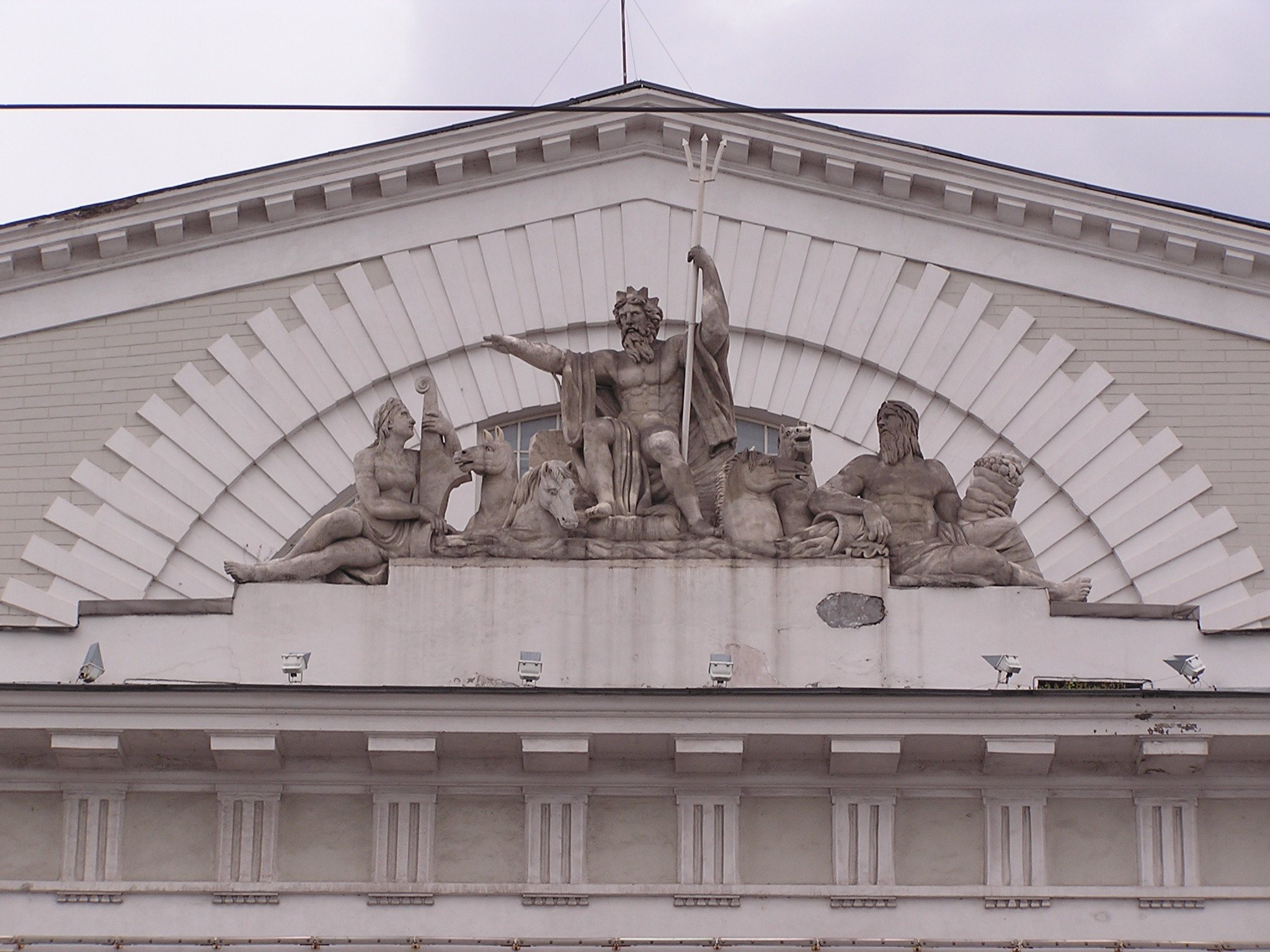
Detall de l'escultura de Neptú que corona l'antiga Borsa

Més endavant, la creixent economia russa fa reprendre de nou l'antiga idea de construir una borsa de valors, i el nou projecte se li confiarà a Thomas de Tomon, que la bastirà entre 1805 i 1810. Al davant de l'edifici s'hi van aixecar dues columnes rostrals amb escultures que simbolitzen els grans rius russos: el Volga, el Dniéper, el Nevà i el Vólkhov.

## Descripció
L'antiga Borsa ocupa la part central de l'esperó de la Strelka, a la punta de l'illa Vassílievski, davant per davant del Palau d'Hivern, a l'altra banda del Nevà. El disseny de Thomon consisteix en un peristil de quaranta-quatre columnes dòriques col·locades damunt un estilòbata massís de granit vermell, que suporten un entaulament de tríglifs i mètopes. El pòrtic està coronat per un grup escultòric monumental similar a una quadriga amb la representació de Neptú, una al·legoria del comerç marítim. Tant dins com a fora de la Borsa, els motius semicirculars són recurrents. A l'interior hi destaca una gran sala amb columnes, actualment subdividida en vuit sales d'exposició. Les sales centrals estan il·luminades per una claraboia rectangular. El sostre està adornat amb cassetons.

## Actual Museu Naval Central

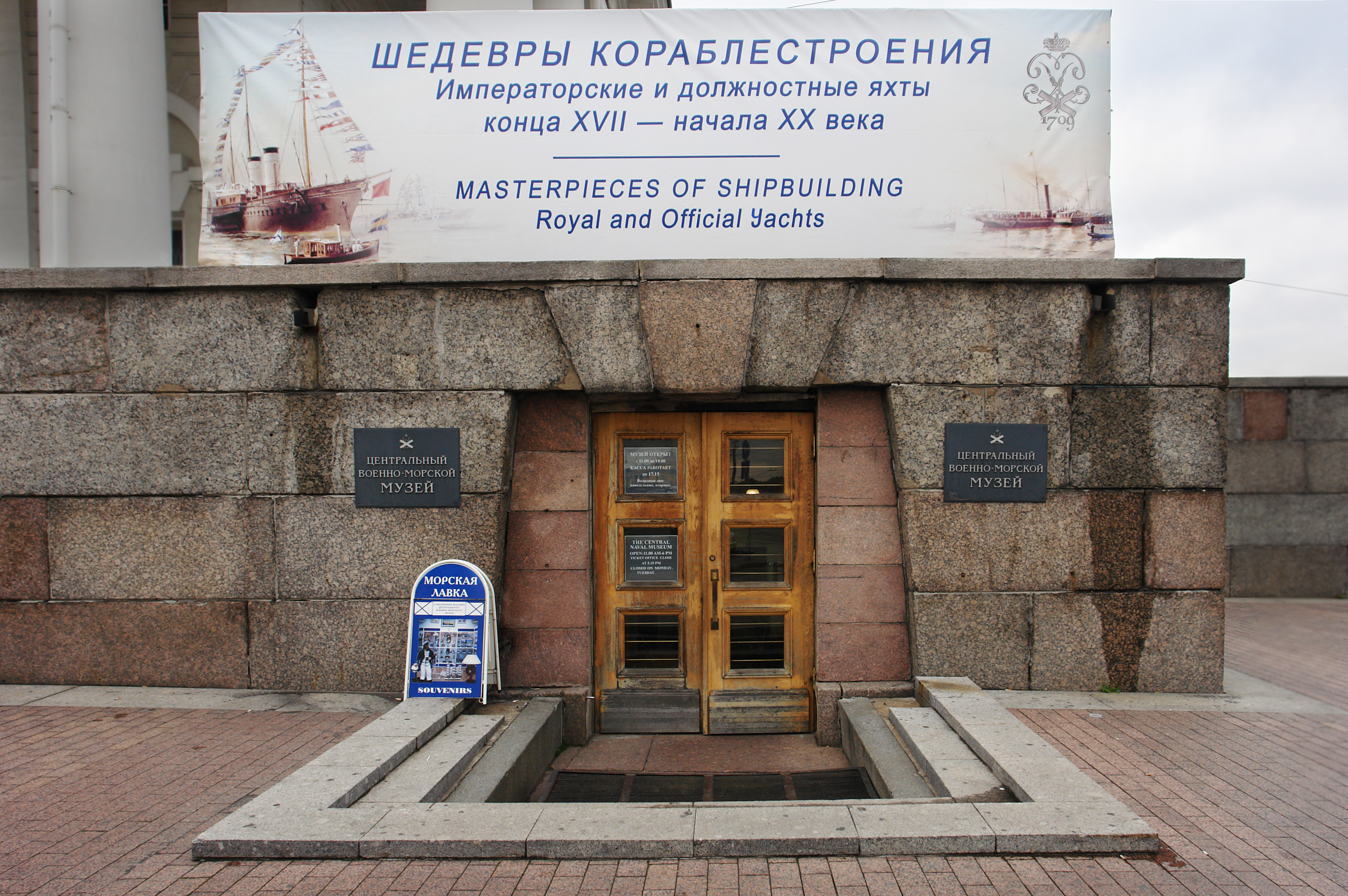
Entrada al Museu

El Museu Naval Central té l'origen en la Cambra de Maquetes Navals de Pere el Gran (1709), la seva col·lecció particular de maquetes de vaixells de l'Armada Russa. El 1805 es va augmentar la col·lecció i fou rebatejada com a Museu Naval Rus. Després de la Revolució Russa, i arran de l'establiment d'un sistema econòmic comunista, l'edifici va deixar de funcionar com a borsa de valors. Durant aquest període la col·lecció de maquetes navals va rebre moltes peces confiscades de col·leccions privades. El 1939 l'edifici de la Borsa fou assignat per allotjar la col·lecció creixent, que fou anomenada Museu Naval Central.
Actualment la col·lecció té més de 8.000 peces, que inclouen un vaixell que va pertànyer a Pere el Gran amb què va aprendre a navegar quan era jove. La col·lecció diversos vaixells antics, maquetes de vaixells i submarins, gravats, uniformes i fotografies que documenten l'Armada russa del temps de l'Imperi, la Unió Soviètica i la Federació Russa.